# Пиноленовая кислота
Пиноленовая кислота (систематическое наименование — цис,цис,цис-5,9,12-октадекатриеновая кислота) — органическая кислота, относится к группе ненасыщенных жирных кислот с нерегулярным расположением двойных связей. Является изомером γ-линоленовой кислоты (GLA). Состоит из 18 атомов углерода, имеет три двойные связи в положениях 5, 9 и 12.

## Биохимическое значение
Пиноленовая кислота содержится только в хвойных растениях семейства Сосновые (Pináceae), большее её количество в липидах семян.
Признана таксономическим маркером растений, принадлежащих к семейству Pináceae, и получила своё название от латинского названия сосны — pinus.
Основная роль пиноленовой кислоты в клетках растений — участие в структурно-функциональной организации клеточных мембран и в процессах клеточного метаболизма.

## Биологическое значение
Пиноленовая кислота представляет большой интерес в связи с её использованием в фармакологии и медицине в составе противовоспалительных, иммуностимулирующих средств, в диетологии и биологически активных добавках к пище.
Много исследований[каких?], проведённых в России, Японии, Корее и других странах, показали, что кедровое масло, содержащее пиноленовую кислоту, способно усиливать регенеративные процессы, снимать или уменьшать степень воспалительных реакций слизистой оболочки пищеварительной системы, что позволяет использовать его в лечении эрозивно-язвенных поражений двенадцатиперстной кишки и желудка, хронического панкреатита, поверхностного гастрита, бульбита, при лечении осложнений после резекции желудка.
В настоящее время научно доказано, что продукты и средства, содержащие пиноленовую кислоту, могут использоваться для контролирования веса, для контроля потребления пищи, аппетита и/или снижения массы тела. Основной механизм — стимулирование высвобождения Холецистокинина (ССК) и Глюкагоноподобного пептида-1 (ГПП-1 или GLP-1). Данные пептидные гормоны, высвобождаются после потребления пищи. Высвобождение ССК тормозит перемещение переваренной пищи в двенадцатиперстную кишку, чем вызывает поведенческие симптомы, связанные с насыщением. Глюкагоноподобный пептид-1 (ГПП-1 или GLP-1)ослабляет моторную активность и способствует замедлению переваривания пищи, что дольше сохраняет ощущение сытости.
В дополнение к этому повышенный уровень ССК может увеличивать уровень иммуноглобулина IgA в кишечнике, который может повышать иммунитет слизистой и в результате может обеспечить усиленную защиту от заражения организма бактериальными или вирусными инфекциями.
Пищевые продукты и лекарственные средства, содержащие пиноленовую кислоту, могут использоваться в качестве средства, снижающего уровень холестерина, нормализующего липидный спектр крови и систолическое давление.
Пиноленовая кислота не превращается в арахидоновую кислоту метаболически и может снизить уровень арахидоновой кислоты.
Существует предположение, что арахидоновая кислота, выходит из структуры мембран при сильном возбуждении, что приводит к повреждению нейронов, это вызывает снижение умственной активности. Снижение уровня арахидоновой кислоты, позволяет нейронам мозга функционировать нормально.
Также проводится изучение противоопухолевых свойств пиноленовой кислоты.